# Rodau (Groß-Bieberau)
Rodau ist ein Stadtteil von Groß-Bieberau im südhessischen Landkreis Darmstadt-Dieburg.

## Geographie

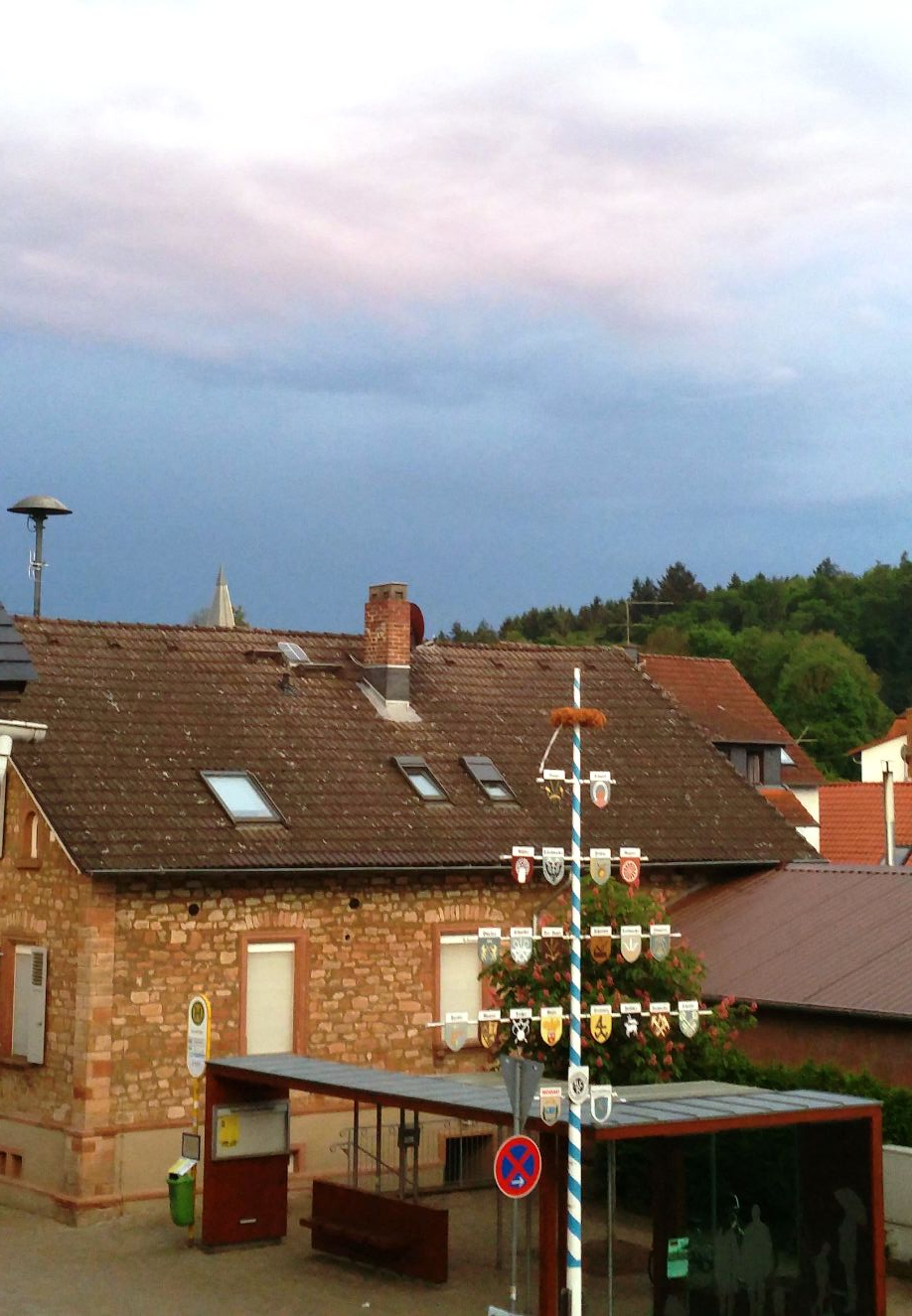
Der Ortskern des Groß-Bieberauer Ortsteils Rodau mit Handwerkerbaum

Rodau ist von Wald umgeben und liegt in einem Talkessel im Granitgebiet des nördlichen Odenwaldes, ca. 13 km südwestlich von Dieburg. Der Stadtteil Rodau besteht aus der Gemarkung Rodau. In dieser liegen die folgenden aktuellen bzw. historischen Siedlungsplätze:
- Bocksmühle[4]
- Hottenbacher Hof (Heute gehört der Weiler zu Lichtenberg)[5]
- Schuchmannsmühle[6]
- Steinwerk Hottes[7]

An die Gemarkung grenzen im Uhrzeigersinn die folgenden Orte: Wembach, Kernstadt Groß-Bieberau, Lichtenberg, Niedernhausen, Billings, Klein-Bieberau, Asbach, und Rohrbach.

## Geschichte

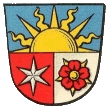
Ehemaliges Gemeindewappen

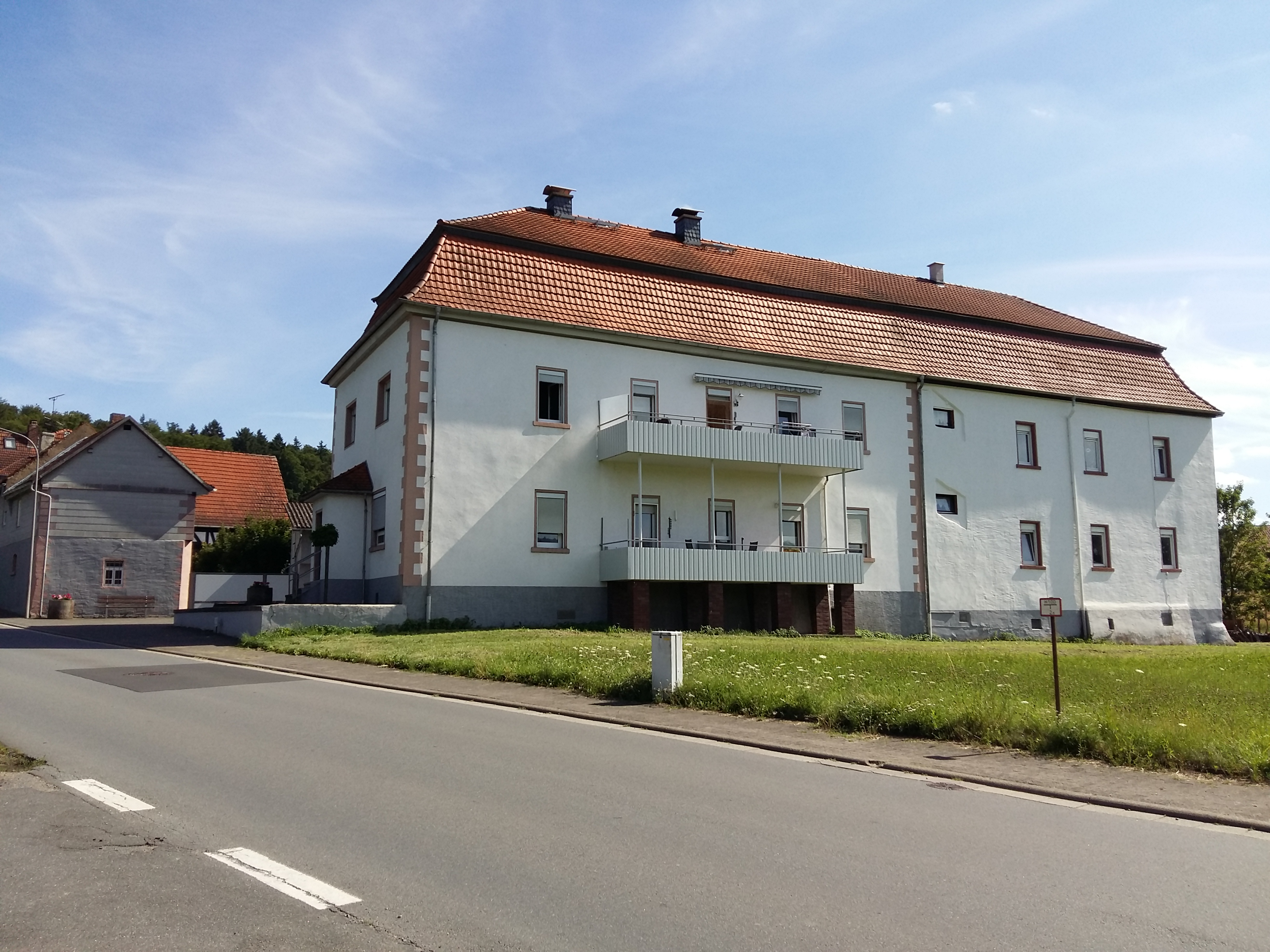
Der ehemalige Schrautenbach’sche Hof am südlichen Ortrand, Blick von Süden

### Ortsgeschichte
Der Bereich war schon sehr früh besiedelt. Die älteste schriftliche Erwähnung das Dorfes datiert in das Jahr 1392.
Rodau lag im Gerichtsbezirk der Zent Oberramstadt. Die Zent war in sogenannte Reiswagen eingeteilt, denen jeweils ein Oberschultheiß vorstand, die dem Zentgrafen unterstellt waren. Dieser Bezirk hatte einen Frachtwagen (Reiswagen) einschließlich Zugtieren und Knechten für Feldzüge bereitzustellen. Rodau gehörte zum Großbieberauer Reiswagen, der von Waldhausen bestand aus den Orten Niedernhausen, Billings, Meßbach und Nonrod sowie die Dörfer Rodau, Wersau und Steinau angehörten. Die gesamte Zent Oberramstadt war dem Amt Lichtenberg zugeteilt. Diese Einteilung bestand noch bis zum Beginn des 19. Jahrhunderts.
In historischen Dokumenten ist der Ort unter folgenden Ortsnamen belegt (in Klammern das Jahr der Erwähnung): Rodin (1392); Roden under Liechtenberg (1400); Rodau im Bachauwe (1454); Roda (1671); Rodau (1730).
Die Statistisch-topographisch-historische Beschreibung des Großherzogthums Hessen berichtet 1829 über Rodau:

„Rodau (L. Bez. Reinheim) luth. Filialdorf; liegt 1 1⁄2  St. von Reinheim, und hat 46 Häuser und 343 Einw., die außer 5 Kath. und 2 Reform. lutherisch sind. Man findet 3 Mahlmühlen, mit welchen 3 Schneide- und 2 Oelmühlen verbunden sind. – Im Jahr 786 schenkte die Aebtissin Abba aus dem Kloster Rodau oder Rodaha (das bei dem jetzigen Rodau lag) ihr Kloster mit allem Zugehör in der Bellinger (Billingser) Mark an die Abtei Lorsch. Die Familie Stumpf von Aßbach besaß Rodau als ein Bickenbachisches Lehen von Erbach. Nachher kam der Ort an die Familie von Schrautenbach, die denselben 1672 an Hessen vertauschte.“

Im Zuge der Gebietsreform in Hessen wurde am 31. Dezember 1971 die Gemeinde Rodau auf freiwilliger Basis nach Groß-Bieberau eingegliedert. Für den Stadtteil Rodau wurde ein Ortsbezirk eingerichtet.

### Verwaltungsgeschichte im Überblick
Die Verwaltung des Ortes erfolgte schon zur Zeit der Grafen von Katzenelnbogen und nach deren Aussterben im Jahre 1479, in der Landgrafschaft Hessen-Marburg, dann der Landgrafschaft Hessen und schließlich der Landgrafschaft Hessen-Darmstadt durch das Amt Lichtenberg. 
Die folgende Liste zeigt die Staaten und Verwaltungseinheiten, denen Rodau angehört(e):
- vor 1671: Heiliges Römisches Reich, Herren von Schrautenbach, Zentherr Landgraf von Hessen-Darmstadt[17]
- ab 1671: Heiliges Römisches Reich, Landgrafschaft Hessen-Darmstadt (durch Tausch), Obergrafschaft Katzenelnbogen (1787: Amt Lichtenberg, Zent Oberramstadt, Groß-Bieberauer Reiswagen)
- ab 1803: Heiliges Römisches Reich, Landgrafschaft Hessen-Darmstadt, Fürstentum Starkenburg, Amt Lichtenberg
- ab 1806: Großherzogtum Hessen,[Anm. 2] Fürstentum Starkenburg, Amt Lichtenberg[18]
- ab 1815: Großherzogtum Hessen, Provinz Starkenburg, Amt Lichtenberg
- ab 1821: Großherzogtum Hessen, Provinz Starkenburg, Landratsbezirk Reinheim[Anm. 3]
- ab 1832: Großherzogtum Hessen, Provinz Starkenburg, Kreis Dieburg
- ab 1848: Großherzogtum Hessen, Regierungsbezirk Dieburg
- ab 1852: Großherzogtum Hessen, Provinz Starkenburg, Kreis Dieburg
- ab 1871: Deutsches Reich, Großherzogtum Hessen, Provinz Starkenburg, Kreis Dieburg
- ab 1918: Deutsches Reich, Volksstaat Hessen,[Anm. 4] Provinz Starkenburg, Kreis Dieburg
- ab 1938: Deutsches Reich, Volksstaat Hessen, Landkreis Dieburg[19][Anm. 5]
- ab 1945: Deutsches Reich, Amerikanische Besatzungszone,[Anm. 6] Groß-Hessen, Regierungsbezirk Darmstadt, Landkreis Dieburg
- ab 1946: Deutsches Reich, Amerikanische Besatzungszone, Hessen, Regierungsbezirk Darmstadt, Landkreis Dieburg
- ab 1949: Bundesrepublik Deutschland, Hessen, Regierungsbezirk Darmstadt, Landkreis Dieburg
- ab 1972: Bundesrepublik Deutschland, Hessen, Regierungsbezirk Darmstadt, Landkreis Dieburg, Stadt Groß-Bieberau
- ab 1977: Bundesrepublik Deutschland, Hessen, Regierungsbezirk Darmstadt, Landkreis Darmstadt-Dieburg, Stadt Groß-Bieberau

### Gerichte
Rodau gehörte zum Zentgericht Umstadt und später zum Zentgericht Oberramstadt. In der Landgrafschaft Hessen-Darmstadt wurde mit Ausführungsverordnung vom 9. Dezember 1803 das Gerichtswesen neu organisiert. Für das Fürstentum Starkenburg (ab 1815 Provinz Starkenburg) wurde das Hofgericht Darmstadt eingerichtet. Es war für normale bürgerliche Streitsachen Gericht der zweiten Instanz, für standesherrliche Familienrechtssachen und Kriminalfälle die erste Instanz. Übergeordnet war das Oberappellationsgericht Darmstadt. Die Rechtsprechung der ersten Instanz wurde durch die Ämter bzw. Standesherren vorgenommen. Damit war für Rodau das Amt Lichtenberg zuständig. Die Zentgerichte hatten damit ihre Funktion verloren.
Mit Bildung der Landgerichte im Großherzogtum Hessen war ab 1821 das Landgericht Lichtenberg das Gericht erster Instanz, zweite Instanz war das Hofgericht Darmstadt. Es folgten:
- ab 1848: Landgericht Reinheim (Verlegung von Lichtenberg nach Reinheim), zweite Instanz: Hofgericht Darmstadt
- ab 1879: Amtsgericht Reinheim, zweite Instanz: Landgericht Darmstadt
- ab 1968: Amtsgericht Darmstadt mit der Auflösung des Amtsgerichts Reinheim, zweite Instanz: Landgericht Darmstadt

## Bevölkerung

### Einwohnerstruktur 2011
Nach den Erhebungen des Zensus 2011 lebten am Stichtag dem 9. Mai 2011 in Rodau 561 Einwohner. Darunter waren 48 (8,6 %) Ausländer. Nach dem Lebensalter waren 108 Einwohner unter 18 Jahren, 252 waren zwischen 18 und 49, 117 zwischen 50 und 64 und 81 Einwohner waren älter. Die Einwohner lebten in 228 Haushalten. Davon waren 54 Singlehaushalte, 60 Paare ohne Kinder und 93 Paare mit Kindern, sowie 21 Alleinerziehende und 3 Wohngemeinschaften. In 36 Haushalten lebten ausschließlich Senioren und in 152 Haushaltungen lebten keine Senioren.

### Einwohnerentwicklung
| • 1629: | 19 Hausgesesse           |
| • 1806: | 222 Einwohner, 35 Häuser |
| • 1829: | 343 Einwohner, 46 Häuser |
| • 1867: | 303 Einwohner, 47 Häuser |

| Rodau: Einwohnerzahlen von 1791 bis 2019 | Rodau: Einwohnerzahlen von 1791 bis 2019 | Rodau: Einwohnerzahlen von 1791 bis 2019 | Rodau: Einwohnerzahlen von 1791 bis 2019 | Rodau: Einwohnerzahlen von 1791 bis 2019 |
| --- | ---------------------------------------- | ---------------------------------------- | ---------------------------------------- | ---------------------------------------- |
| Jahr |                                          |                                          |                                          | Einwohner                                |
| 1791 | 1791                                     |                                          | 179                                      | 179                                      |
| 1800 | 1800                                     |                                          | 181                                      | 181                                      |
| 1806 | 1806                                     |                                          | 222                                      | 222                                      |
| 1829 | 1829                                     |                                          | 343                                      | 343                                      |
| 1834 | 1834                                     |                                          | 370                                      | 370                                      |
| 1840 | 1840                                     |                                          | 330                                      | 330                                      |
| 1846 | 1846                                     |                                          | 350                                      | 350                                      |
| 1852 | 1852                                     |                                          | 338                                      | 338                                      |
| 1858 | 1858                                     |                                          | 314                                      | 314                                      |
| 1864 | 1864                                     |                                          | 321                                      | 321                                      |
| 1871 | 1871                                     |                                          | 291                                      | 291                                      |
| 1875 | 1875                                     |                                          | 291                                      | 291                                      |
| 1885 | 1885                                     |                                          | 302                                      | 302                                      |
| 1895 | 1895                                     |                                          | 294                                      | 294                                      |
| 1905 | 1905                                     |                                          | 312                                      | 312                                      |
| 1910 | 1910                                     |                                          | 307                                      | 307                                      |
| 1925 | 1925                                     |                                          | 271                                      | 271                                      |
| 1939 | 1939                                     |                                          | 274                                      | 274                                      |
| 1946 | 1946                                     |                                          | 414                                      | 414                                      |
| 1950 | 1950                                     |                                          | 396                                      | 396                                      |
| 1956 | 1956                                     |                                          | 380                                      | 380                                      |
| 1961 | 1961                                     |                                          | 363                                      | 363                                      |
| 1967 | 1967                                     |                                          | 382                                      | 382                                      |
| 1970 | 1970                                     |                                          | 378                                      | 378                                      |
| 1980 | 1980                                     |                                          | ?                                        | ?                                        |
| 1990 | 1990                                     |                                          | ?                                        | ?                                        |
| 2003 | 2003                                     |                                          | 514                                      | 514                                      |
| 2007 | 2007                                     |                                          | 528                                      | 528                                      |
| 2011 | 2011                                     |                                          | 561                                      | 561                                      |
| 2016 | 2016                                     |                                          | 574                                      | 574                                      |
| 2019 | 2019                                     |                                          | 569                                      | 569                                      |
| Datenquelle: Historisches Gemeindeverzeichnis für Hessen: Die Bevölkerung der Gemeinden 1834 bis 1967. Wiesbaden: Hessisches Statistisches Landesamt, 1968. Weitere Quellen: ; Stadt Groß-Bieberau 2003, 2016, 2019; Zensus 2011 |                                          |                                          |                                          |                                          |

### Historische Religionszugehörigkeit
| • 1829: | 336 lutheranische (= 97,96 %), 2 reformierte (= 0,58 %) und 5 katholische (= 1,46 %) Einwohner |
| • 1961: | 297 evangelische (= 81,82 %), 61 katholische Einwohner (= 16,80 %)                             |

## Politik
Für Rodau  besteht ein Ortsbezirk (Gebiete der ehemaligen Gemeinde Rodau) mit Ortsbeirat und Ortsvorsteher nach der Hessischen Gemeindeordnung. Der Ortsbeirat besteht aus fünf Mitgliedern.
Bei den Kommunalwahlen in Hessen 2021 betrug die Wahlbeteiligung zum Ortsbeirat 54,12 %. Alle Kandidaten gehörten der Rodauer freien Liste an. Der Ortsbeirat wählte Jörg Wegel zum Ortsvorsteher.

## Kultur und Sehenswürdigkeiten

### Natur und Schutzgebiete
In der Gemarkung von Rodau befindet sich oberhalb des Bierbachteichs am Hang des Berges Altscheuer das flächenhafte Naturdenkmal „Granitfelsen-Felsenmeer Steingeröll“.

### Regelmäßige Veranstaltungen
- 3. Wochenende im Oktober: Oktoberfest und Almabtrieb[26]

## Persönlichkeiten
- Georg Schmidt (1807–1874), Bürgermeister von Rodau